# Lutz Gregor
Lutz Gregor (* 1952 in Berlin) ist ein deutscher Filmemacher.
Lutz Gregor studierte Germanistik und Politologie. Seit 1983 ist er freier Filmemacher. Frühe Arbeiten waren Experimentalfilme oder Tanzfilmproduktionen. Zum Schwerpunkt entwickelte sich der Dokumentarfilm. Für die Sender Arte, ZDF und den WDR drehte er Magazinbeiträge als Auftragsproduktionen.

## Filmografie (Auswahl)
- 2002: Königskinder
- 2009: Timbuktus verschollenes Erbe (Dokumentarfilm)
- 2010: Akte Theo: Ungelöst (Dokumentarfilm)
- 2013: Verborgenes Venedig (Dokumentarfilm)
- 2016: Mali Blues (Dokumentarfilm)[1]
- 2016: Der Schatz von Timbuktu. Eine Rettungsgeschichte (Dokumentarfilm)